# مدفوعات تحويلية
مدفوعات تحويلية (بالإنجليزية: Transfer payment) هي اصطلاح اقتصادي لمدفوعات تدفعها الدولة لمواطنيها ولمؤسسات، أو بالعكس تدفعها مؤسسات إلى الدولة (ضرائب) أو إلى العاملين (مكافآت) بلا مقابل. كذلك معاشات الشيخوخة التي تدفعها الحكومة للعاملين بعد التقاعد هي من ضمن المدفوعات التحويلية. الضرائب مثلا تعتبر مدفوعات يدفعها الفرد أو المؤسسة
إلى الدولة؛ وكذلك المكافآت ومعاشات الشيخوخة من قبل العمل تدفعها مؤسسة إلى عامليها بعد التقاعد.

## أنواعها
المدفوعات التحويلية ليست عملية مقايضة، فهي مدفوعات بلا مقابل اقتصادي. أي مدفوعات سواء كانت مالية أو إهداء بلا مقابل اقتصادي هي مدفوعات تحويلية. فالإهداء بين الأفراد أو التزام دفع الضرائب هما في عداد المدفوعات التحويلية. ولا يلزم تدخل الدولة في مدفوعات تحويلية. فمثلا بعض اصحاب الأعمال يقوم بدفع معاش شيخوخة عند تقاعد أحد العاملين بالإضافة إلى ما تدفعه الحكومة له من معاش تقاعد. كما تؤمن بعض المؤسسات على عمالها تأمينا صحيا. كما ان التبرعات ومساعدة قريب أو صديق ماليا من المدفوعات التحويلية.
كما تدخل فيها المساعدات المالية بين الدول.

## اقرأ أيضا
- قانون العمل
- عقد عمل